# Bang Soo-hyun
Bang Soo-hyun (Seul, 13 settembre 1972) è una giocatrice di badminton sudcoreana, vincitrice di una medaglia d'oro olimpica ad Atlanta 1996 e di una d'argento a Barcellona 1992, entrambe nel singolo.

## Carriera
All'edizione dei giochi di Barcellona 1992 usufruisce di un bye al primo turno, al secondo sconfigge la svedese Catrine Bengtsson e la giapponese Hisuko Mizui al terzo. Nei quarti elimina l'indonesiana Sarwendah Kusumawardhani con il risultato di 11-2, 3-11, 12-11 ed accede alla semifinale dove batte la cinese Tang Jiuhong in due set (11-2, 11-3). In finale però viene sconfitta dall'altra indonesiana Susi Susanti in tre set conquistando la medaglia d'argento.
Quattro anni dopo riesce a conquistare l'oro sconfiggendo proprio la Susanti in semifinale e Mia Audina in finale con il risultato di 11-6, 11-7.
Nella sua carriera ha vinto anche i Giochi Asiatici nel 1992, l'All England Open Badminton Championships nel 1996 e un terzo posto e un secondo posto ai campionati del mondo, rispettivamente nel 1995 e nel 1993.